# Univerza Atılım
Univerza Atılım (turško: Atılım Üniversitesi) je zasebna univerza s sedežem v Ankari, ki jo je leta 1997 ustanovila fundacija Atılım.
Ponuja 40 študijskih programov. Njeni študentje so včlanjeni v 67 študentskih klubov.

### Knjižnica
Ime nosi po pedagoginji Kadriye Zaim. Začela je delovati marca 1998. Ima pravilnik glede objav na svojih računih na spletnih družabnih omrežjih.

## Članice
- Strokovna šola (4 semestri)[1]
- Šola tujih jezikov (angleški tečaji)[2]

### Visokošolski strokovni
- Šola civilnega letalstva[3]

### Univerzitetni
- Medicinska šola[4]
- Družboslovno-naravoslovna šola[5]
- Poslovna šola[6]
- Inženirska šola[7]
- Šola za likovno umetnost, dizajn in arhitekturo[8]
- Zdravstvena šola[9]
- Pravna šola[10]

### Podiplomski
- Podiplomska šola za naravoslovne in uporabne znanosti[11]
- Podiplomska šola za družboslovne znanosti[12]
- Podiplomska šola za zdravstvo[13]